# Tunnel piéton de Greenwich
Le tunnel piéton de Greenwich est un tunnel de l'est de Londres qui relie le sud de l'île aux Chiens au nord de la ville de Greenwich en passant sous la Tamise.

## Histoire
Le tunnel, d'une longueur de 371 mètres et passant environ 15 mètres sous la Tamise, a été conçu par l'ingénieur Sir Alexander Binnie. Les travaux ont commencé en juin 1899 et l'inauguration a eu lieu le 4 août 1902. L'extrémité nord a été endommagée par des bombes durant la Seconde Guerre mondiale et les sites réparés sont encore clairement visibles en raison des plaques d'acier qui réduisent le diamètre du tunnel dans les derniers mètres.
Ce tunnel avait pour fonction de permettre aux ouvriers habitant la rive sud de la Tamise de venir travailler dans les Docklands.

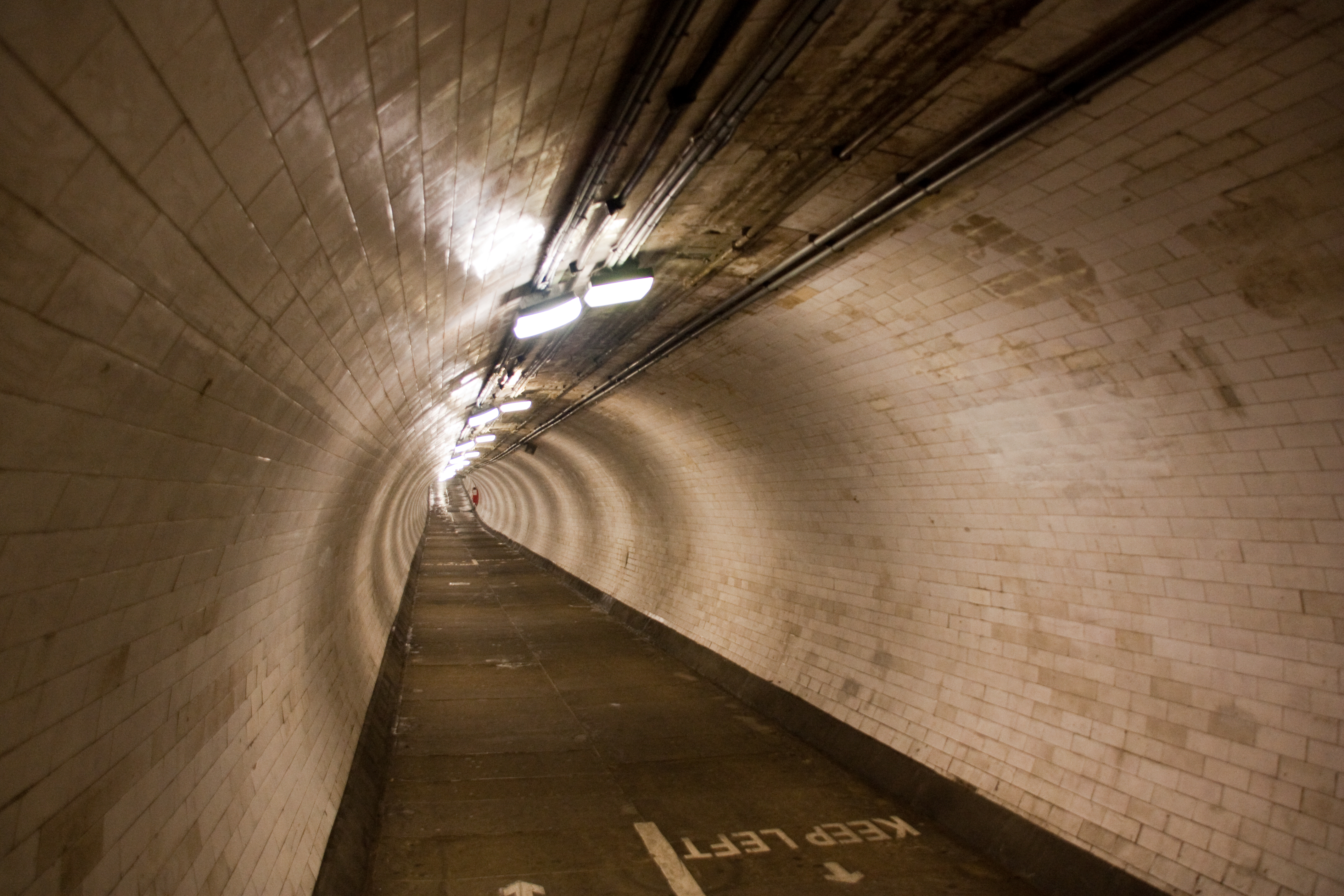
Vue de l'intérieur du tunnel.
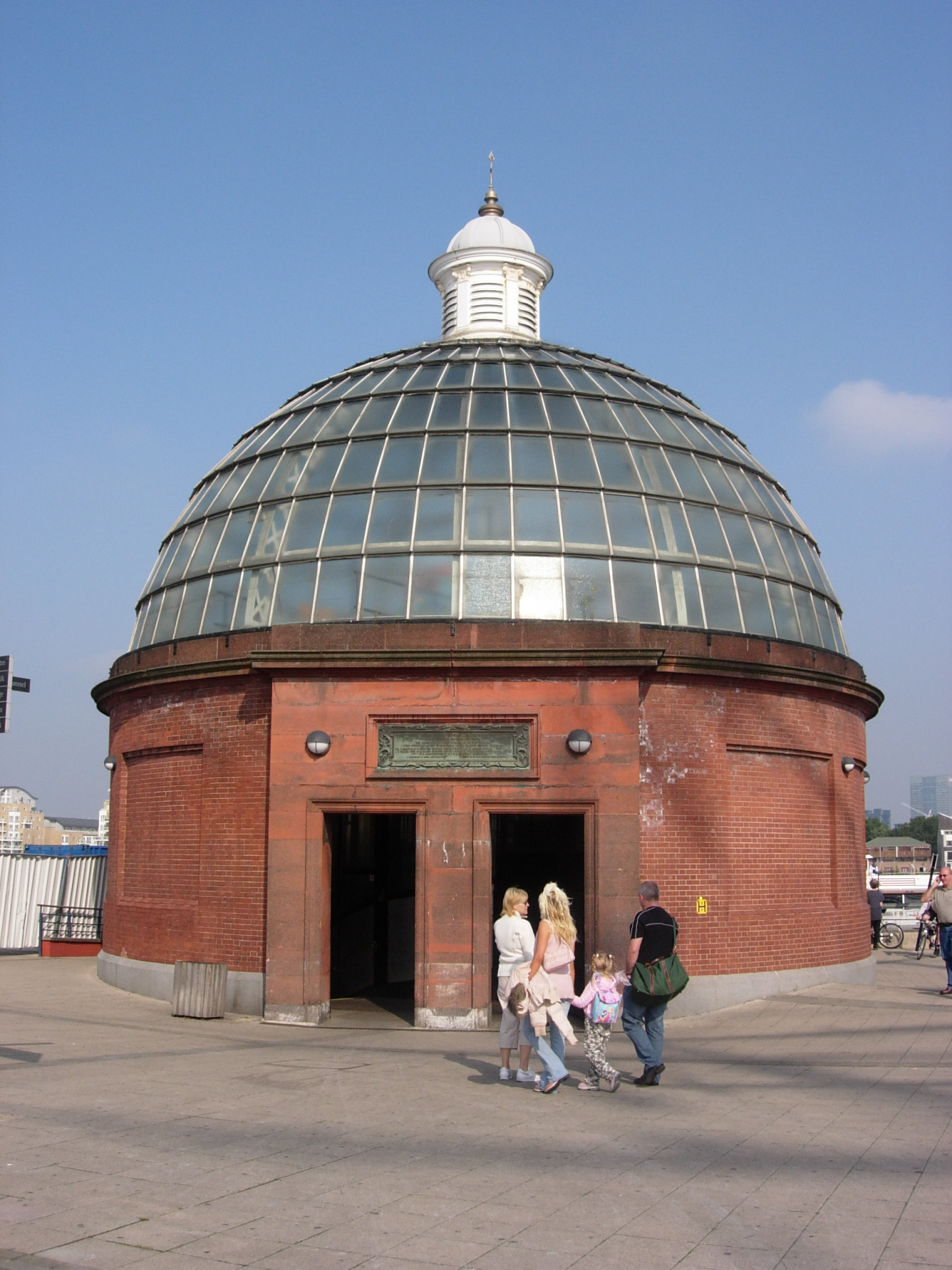
Dôme d'accès sud.
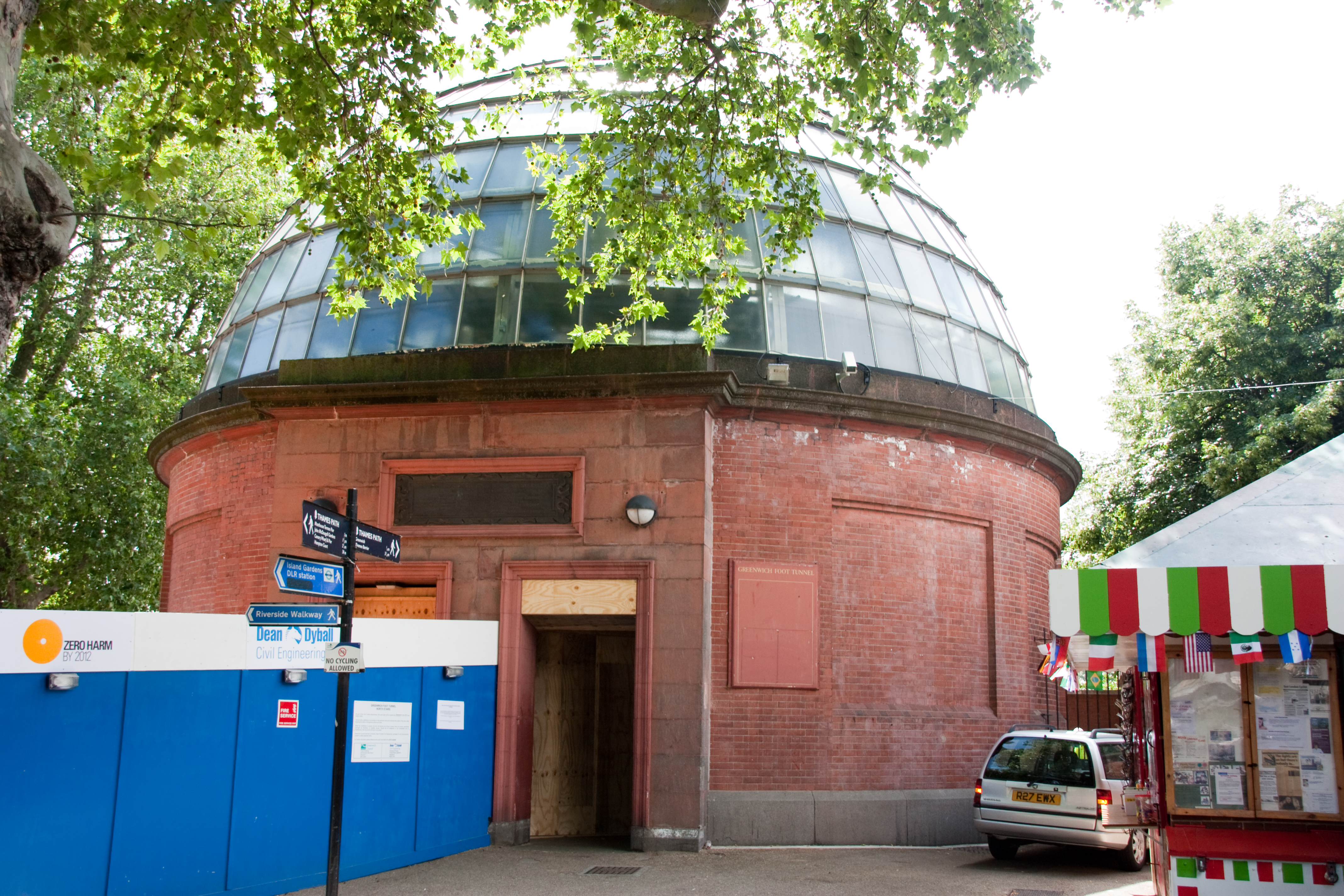
Dôme d'accès nord.
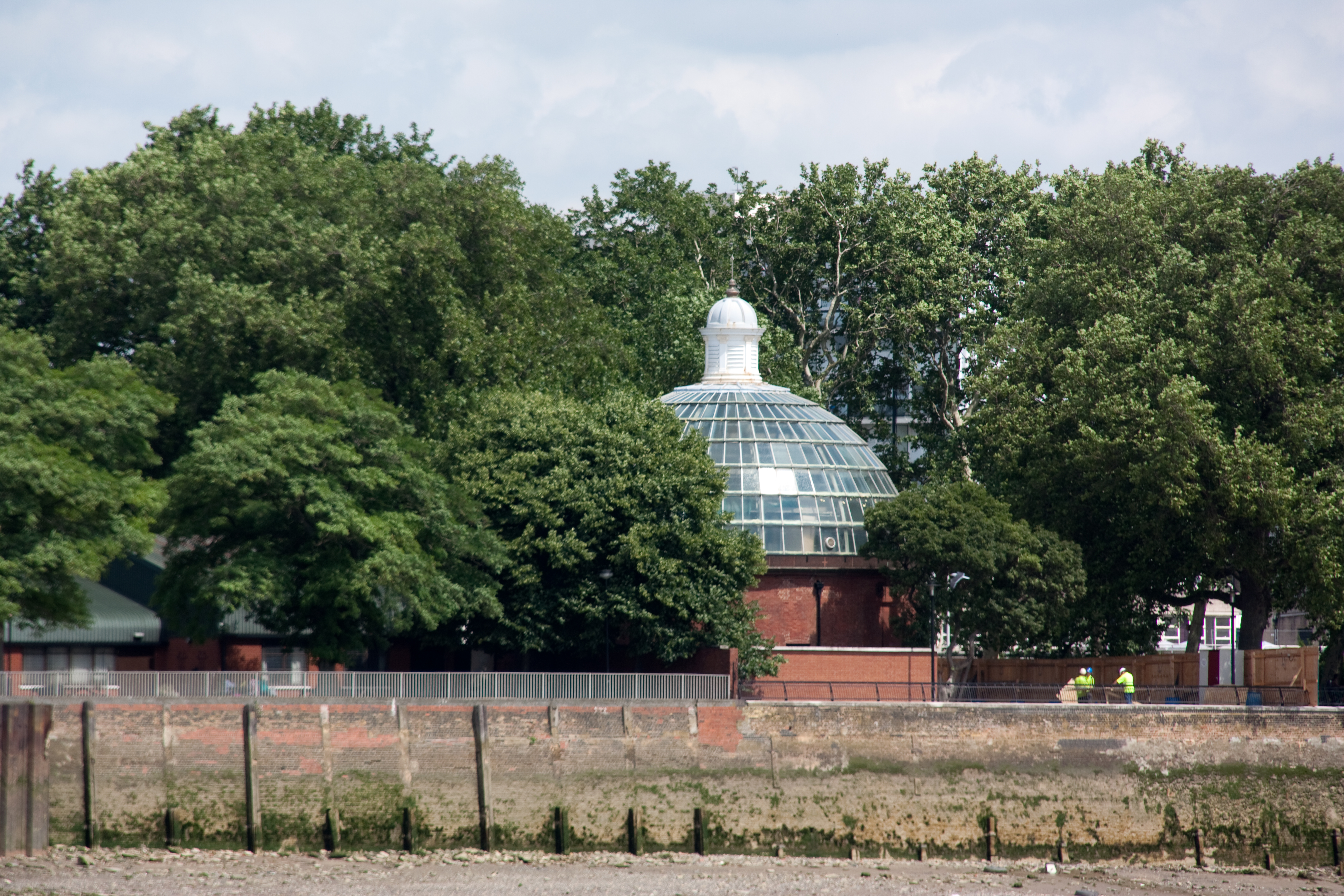
Vue du dôme d'accès nord depuis la rive sud.
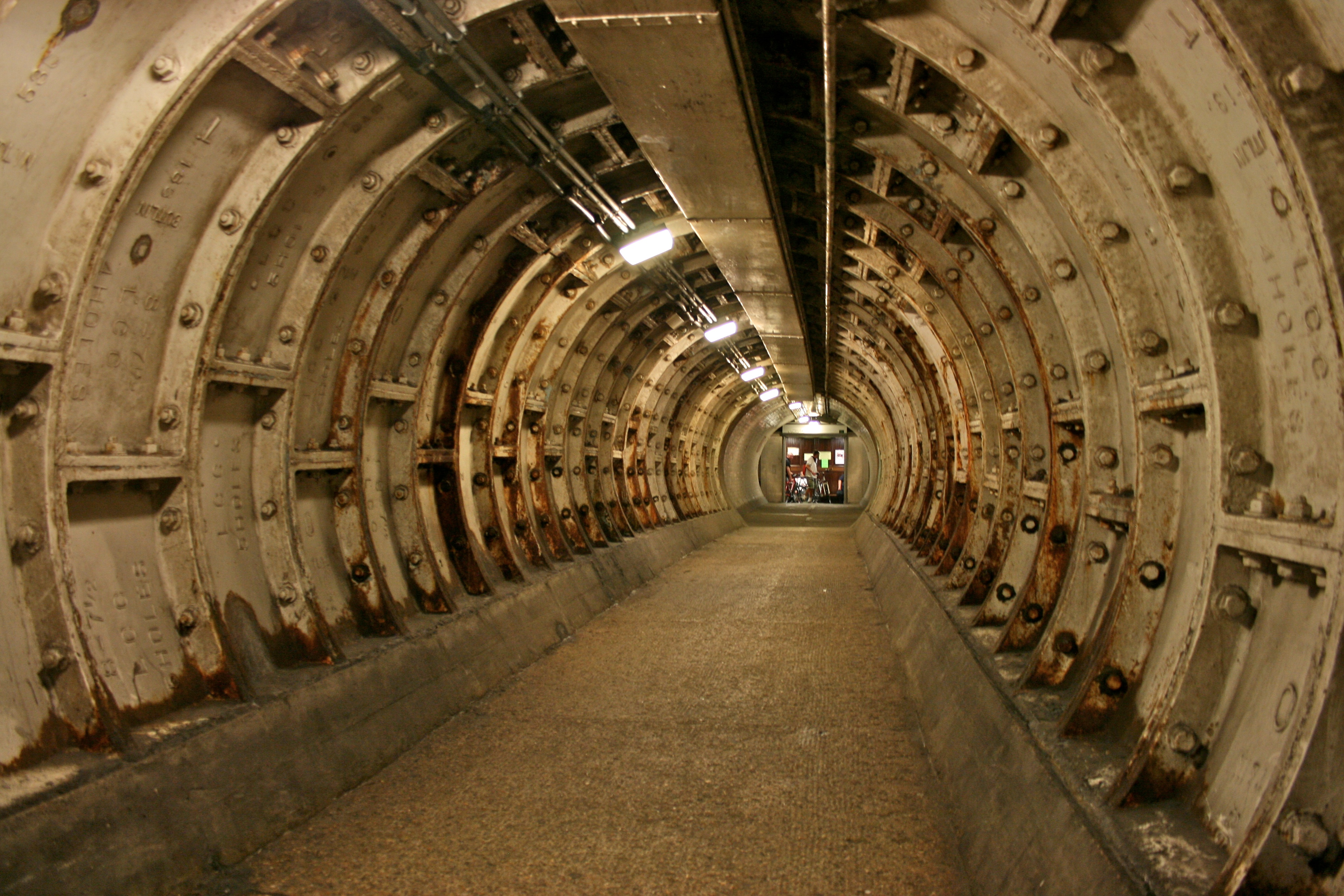
Zone réparée avec des plaques d'acier après les dommages de guerre.

## Accès
L'accès au tunnel se fait de part et d'autre des deux rives par des ascenseurs et des escaliers en colimaçon situés sous de petits dômes. Le tunnel et les ascenseurs ont été rénovés entre 2010 et 2012.
La station de métro Island Gardens (DLR) permet l'accès à l'extrémité nord du tunnel et la station Cutty Sark (DLR) permet l'accès à l'extrémité sud.

## Coordonnées
- 51° 28′ 59,9″ N, 0° 00′ 36,7″ O
- 51° 29′ 11,8″ N, 0° 00′ 33,6″ O

### Sources
- (en) Cet article est partiellement ou en totalité issu de l’article de Wikipédia en anglais intitulé « Greenwich foot tunnel » (voir la liste des auteurs).